# Kickstarter (pedaal)

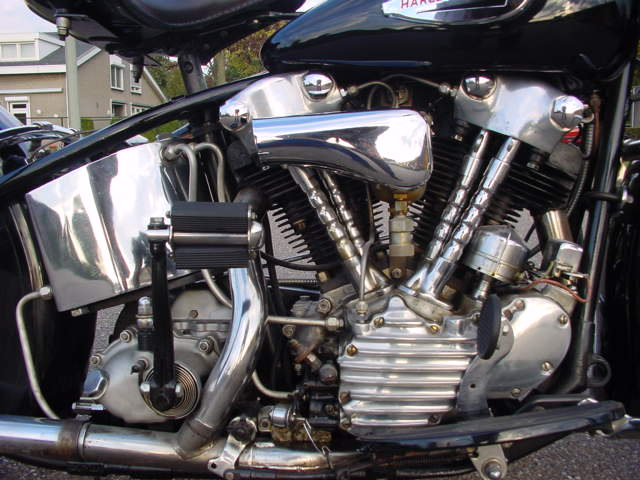
Het pedaal links op de foto is de kickstarter van een Harley-Davidson uit 1940

Een kickstarter is een pedaal dat wordt gebruikt om de motor van een brom- of motorfiets aan te trappen. 
Dit komt vrijwel uitsluitend nog voor op terreinmotoren, brommers en scooters. 
De eerste kickstarter werd toegepast op de Scott tweetakt in 1910. Deze zat naast het achterwiel. Tot die tijd werden motorfietsen nog aangeduwd of aangefietst. Bij automobielen en sommige motorfietsen werd een slinger gebruikt om de motor te starten, maar in de jaren tien werden de motoren steeds groter en zwaarder, waardoor aanduwen, aanfietsen of aanslingeren te zwaar werd. Hoewel startmotoren al tientallen jaren gemeengoed waren, werden motorfietsen tot in de jaren tachtig nog als extra van een kickstarter voorzien.
- Hoewel een kickstarter voor het starten van de motor meestal niet meer nodig is, wordt deze wel door sommige motorrijders nog gebruikt om vóór het starten de smeerolie "rond te pompen".